# Náray Antal (vezérőrnagy)
Vitéz Náray Antal (Ópazova, ma Ópázova, 1893. november 26. – Budapest, 1973. augusztus 3.) magyar vezérőrnagy, a Magyar Rádió és Távirati Iroda (Magyar Rádió és Magyar Távirati Iroda) elnöke, egyetemi oktató, író, zeneszerző.

## Élete
Apja, nárai Náray Lajos, a Magyar Államvasút tisztviselője, anyja, Horváth Rozália, háztartásbeli. Az Újvidéki Gimnázium elvégzése után Pécsett, a Magyar Királyi hadapród iskolában tanult, majd Budapesten, a Magyar Királyi Honvéd Ludovika Akadémián folytatta tanulmányait. 1914-ben avatták hadnaggyá. Az első világháborúban harcolt melynek során ezred segédtiszti beosztásra emelkedett.
Az első világháború után hadapród iskolákban, majd a Ludovika Akadémián tanított. 1920-24 a Budapesti Műegyetemre járt, és elvégezte a Vezérkari Tisztképző Hadiakadémiát.
A Magyar Királyi Honvédségtől 1942 májusában vált meg.
1942 májustól 1944 március 19-ig, Magyarország német megszállásáig, a Magyar Rádió és Távirati Iroda elnöke volt A náci politika elleni, valamint háború ellenes nézetei miatt a nyilasok magyarországi hatalom átvétele után egy ideig bujdosott, de a nyilasok hamarosan letartóztatták. 1944 decemberében a Mártírok úti volt honvéd fogházban őriztek, ahonnan Bajcsy-Zsilinszky Endrével együtt a Sopronkőhidai Fegyház és Börtönbe vitték. Innen a szovjet hadseregek előrenyomulásakor a Gestapo és a nyilasok egy marhavagonban Mauthausenbe irányították. Politikai fogságából amerikai csapatok szabadították ki, 1945 április végén.
Kiszabadulását követően egy kis német faluban megírta a háborút megelőző és a háború alatti visszaemlékezéseit. Emlékiratait a helyi plébánosnál hagyta megőrzésre, ezt fia, Náray Lajos, közel 40 évvel később találta meg, és könyv formájában közölte.
1945 augusztusában Náray Antal hazatért Magyarországra, ahol ezúttal a szovjet/magyar kommunisták tartoztatták le, “háborús bűnökkel” vádolva. 1946-ban ugyan minden vád alól felmentették, de 1951-ben a kommunista kormány elvette nyugdíját és ingóságait, és feleségével és legfiatalabb gyermekével együtt Fegyvernekre telepítették ki ahol nyomorúságos körülmények között élt.
1954-től Budapest közelében, Solymáron lakott, ahol iskolai zeneoktatásból és nyelv tanításból élt, igen szerény körülmények között.
1973-ban halt meg Budapesten, szívelégtelenség következtében.

## Honvédelmi pályafutása
A Ludovika Akadémia elvégzése után 1914-ben avatták hadnaggyá, a szabadkai Magyar királyi 6. Honvéd gyalogezrednél szolgált.
Az első világháborúban, szakaszparancsnokként, század parancsnokként, majd ezred segédtisztként szolgált a fronton. Harci cselekedeteiért több katonai érdeméremmel tüntettek ki.
1924-től vezérkari tiszt. 1935-től alezredesi rangban a Honvédelmi Minisztériumban dolgozott, először mint a gépkocsi osztályának vezetője, később az anyagi csoport vezető helyettese.
1940-ben a Legfelső Honvédelmi Tanács vezértitkárává nevezték ki. Ettől kezdve Teleki Pál miniszterelnök közeli munkatársa lett.
1942 márciusában vezérőrnaggyá nevezték ki, de ezután hamarosan, májusban nyugállományba vonult a honvédségtől. Ekkor már tábornoki rangja volt.

## Magyar Rádió és Távirati Iroda elnöke
1942-ben Náray Antalt, széles körű műveltsége (öt nyelven beszélt, könyveket irt) és zenei ismerete végett, Horthy Miklós a Magyar Rádió és Távirati Iroda elnöki posztjára javasolta. Mint a Rádió elnöke, Náray megpróbálta a szélsőjobboldal képviselőinek szereplését csökkenteni illetve megakadályozni. Nem járult hozzá, hogy zsidó származású művészek műveit levegyék a rádió műsoráról, ellenkezőleg, megakadályozta hogy zsidó származású munkatársait munkaszolgálatra vigyék. Polgár Tibor zeneszerző-karnagyot Náray mentette ki a munkaszolgálatból, Majorossy Aladár zeneszerzőnek munkalehetőséget adott.) Emiatt a széljobboldal súlyosan támadta, „zsidómentő”, „zsidóbérenc” nevekkel illették. A Rádió elnöksége alatt élesen ellenezte Antal István tárca nélküli nemzetvédelmi és propaganda miniszter szélsőjobboldali politikáját.
Természetesen a németek se néztek jó szemmel a fajvédést ellenző magatartását, és a budapesti német követség többször kifogásolta a Rádió működését.
1944. március 19-én a németek Budapestre való bevonulása és a Rádió elfoglalása után Náray önként lemondott az elnöki tisztről, mert nem akart idegen hatalmakat kiszolgálni.

## Legfőbb művei

### Könyvek
- Náray Antal Visszaemlékezése 1945, a bevezető tanulmányt és jegyzeteket Szakály Sándor írta.[3] Náray emlékiratainak közvetlenül a II. világháború utáni megírását azért tartotta fontosnak, mert félő volt, hogy a budapesti bombázások alatt a (saját szavait idézve) 'Magyarország hadba lépésének alapokmányai elvesztek. Könnyen történhetik meg tehát, hogy hamis vádak ártatlanokat érnek, a bűnösök pedig büntetlenül fogják tovább űzni hamis játékukat".' Tekintve, hogy Náray a magyar történelem e nehéz időszakának közvetlen szemtanúja volt, a vezető politikusokat jól ismerte, számos olyan megfigyelést írt le visszaemlékezésében, ami segítheti a történészek munkáját.
- Emlékiratait a helyi plébánosnál hagyta megőrzésre, ezt fia, Náray Lajos, közel 40 évvel később találta meg, és könyv formájában közölte.[10]

### Szépirodalmi művek
- Árva Anikó. Téli mese., (1938), vol. 48 1 lev, l. (Vitézi Rend Zrínyi Csoportja ed.), Budapest: Kásás Zoltán[11]

### Zeneművei
- Isten rabjai – filmzene.[12]

- Induló repertoár.[13]

- A 17. gyalogezred indulója
- „Előre Bácska!” induló
- Erdély-induló
- Frontharcosok indulója
- Lovassági induló
- „Ne bántsd a magyart!” induló
- Turán áldozat induló
- Vadász induló
- "CSATADAL" induló
- "EMERICANA" induló